# 1720 en architecture
| Années de l'architecture : 1717 - 1718 - 1719 - 1720 - 1721 - 1722 - 1723    |
| Décennies de l'architecture : 1690 - 1700 - 1710 - 1720 - 1730 - 1740 - 1750 |

Cet article présente les faits marquants de l'année 1720 en architecture.

## Réalisations
- Construction de la Wanstead House à Londres par Colen Campbell.

## Événements
- Création du prix de Rome, dotant d'une bourse d'études pour étudiant en art et en architecture.

## Récompenses
- Prix de Rome : Philippe Buache et Antoine Derizet.
- Académie royale d'architecture : Jules Michel Alexandre Hardouin (seconde classe).

## Naissances
- 22 mars : Nicolas-Henri Jardin (†1799).
- Gabriel Pierre Martin Dumont (†1791).

## Décès
- x